# صباحو كدب (فلم)
صباحو كدب هو فيلم كوميدي مصري من إنتاج سنة 2007.

## أحداث الفيلم
تدور أحداث الفيلم في إطار كوميدي حول نعناعة (أحمد آدم) مدرس موسيقى كفيف يعيش في منزل ورثه عن والدته مع زوج أمه (سعيد طرابيك) وزوجته الجديدة (ميسرة)، يعلمان بأن قطعة الأرض التي ورثها قد تضاعف ثمنها، فيقرران خداعه واقناعه بالزواج بفتاة ليل (أميرة فتحي) على أنها ممرضة، ولكنه يكتشف الحقيقة.

## الممثلون
| - أحمد آدم:عبد المنعم حافظ / نعناع - أميرة فتحي:بوسي/ سامية لطفى - أميرة العايدي:قمر - محمد شرف:شفيق - لطفي لبيب:سيد - وكيل المدرسة - ميسرة:صباح - زوجة زينهم - سعيد طرابيك:زينهم | - عبد الله مشرف:سائق التاكسي - نادية عزت:والدة قمر - غريب محمود:زبون الكباريه السكران - فايق عزب:عبدالجبار - الناظر - يوسف عيد:لطفى - فتحي سعد:سائق الميكروباص - نبيل عرفة:فتوح - بواب المدرسة | - مصطفى رجب:عويس - المزارع - عصام نعمان:فاروق - سايس الجراج - تامر رجائي:الطبيب - حمدي الرايق:أخو العريس - محمد أمان:نبطشى الفرقة - أحمد زكي:الطبال | - رونزا هلال:صديقة قمر - محمد شيخون:صاحب المشغل - ماجد عبد العظيم:صاحب النقوط - ناني سعد الدين:بائعة الفل - عادل عمار:الميكانيكى - رمضان إبراهيم:المعلم | - محيي الدين عبدالحميد:أبوالعروسة - عيد أبو الحمد:صاحب الفرح - مي حمدي:طفلة - محمد خالد:طفل - سليمان فريد:طفل - محمد السحتري:طفل - حسن كفته |

### فريق العمل
| - أحمد مبارز: مصور الأفيش - يوسف عادل: مصمم الأفيش - كوفر ميديا: مصمم الأفيش - محمد السلاموني: مخرج الدعاية - رباب إبراهيم: الدعاية | - محمد النجار: مخرج - أمجد نصار: مخرج مساعد - هشام جبر: موسيقى تصويرية - عصام كاريكا: الألحان - نهى العمروسي: القصة | - أحمد عبدالله: سيناريو وحوار - أحمد عبدالخالق: مهندس الصوت - رامي عثمان: مساعد الصوت - الباتروس للإنتاج الفني والتوزيع كامل أبو علي: منتج - محمد التلباني: منتج - العربية للسينما الشركة العربية للإنتاج والتوزيع السينمائي: موزع |

## وصلة خارجية
- مقالات تستعمل روابط فنية بلا صلة مع ويكي بيانات